# Maria Bojar-Przemieniecka
Maria Bojar-Przemieniecka, właśc. Maria z Szymańskich Czekotowska, 1 voto Preobrażeńska (ur. 30 kwietnia 1897 w Warszawie, zm. 7 czerwca 1982 w Warszawie) – polska śpiewaczka (sopran dramatyczny) i pedagożka.

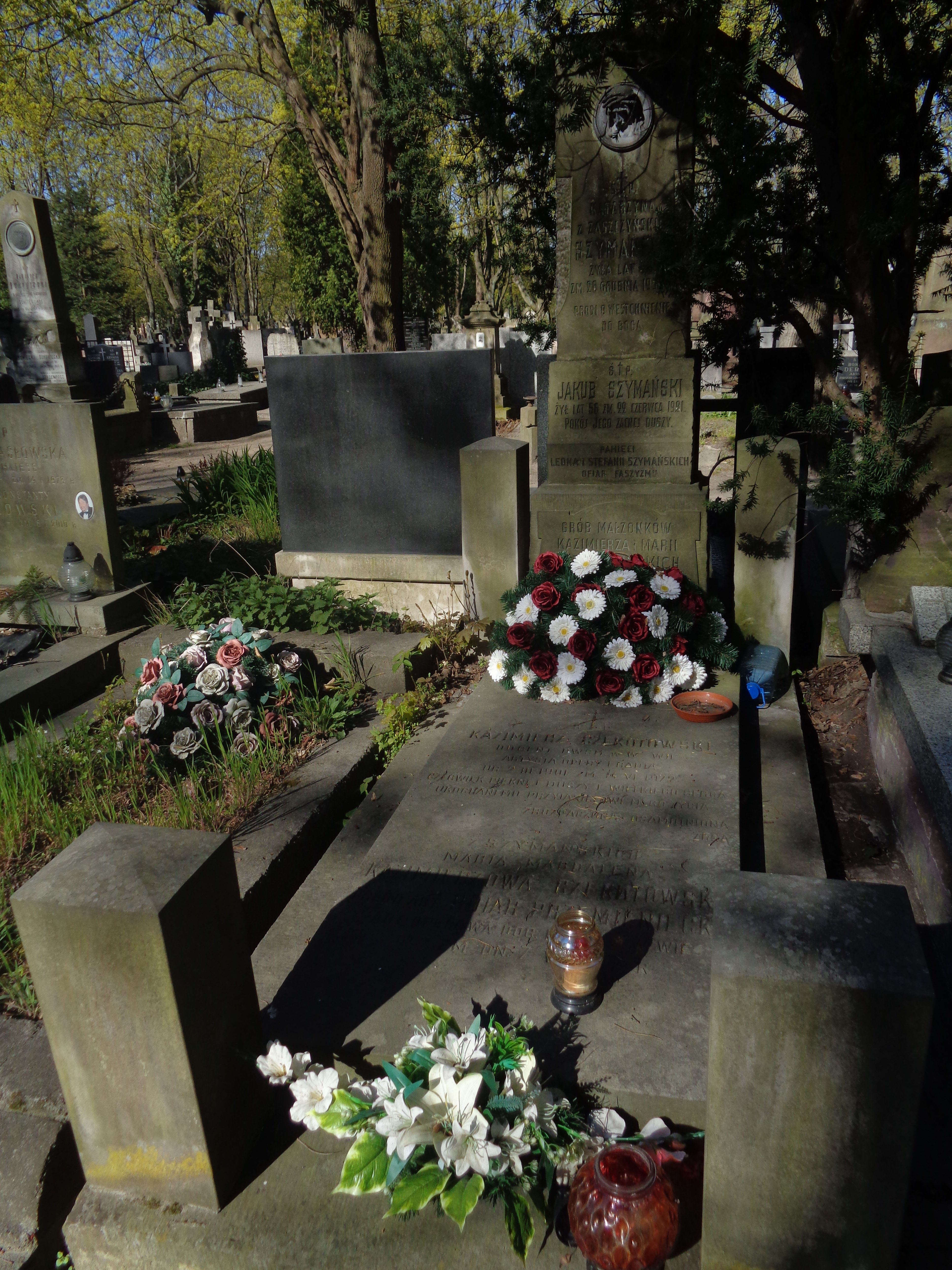
Grób Kazimierza Czekotowskiego i Marii Bojar-Przemienieckiej na cmentarzu Powązkowskim

## Ważniejsze role
- Halka w Halce Stanisława Moniuszki
- Hrabina w Hrabinie Stanisława Moniuszki
- Elza w Lohengrinie Richarda Wagnera
- Turandot w Turandot Giacomo Pucciniego
- Santuzza w Rycerskości wieśniaczej Pietro Mascagniego
- Rachela w Żydówce Ludovica Halévy’ego
- Marynka w Janku Władysława Żeleńskiego
- Królowa mórz w Syrenie Witolda Maliszewskiego